# Pantlingia
Pantlingia é um género botânico pertencente à família das orquídeas (Orchidaceae).